# جاك غوتييه (سياسي)
جاك غوتييه (بالفرنسية: Jacques Gautier)‏ هو سياسي فرنسي، ولد في 18 سبتمبر 1946 في آكس أون بروفانس في فرنسا. حزبياً، نشط في الاتحاد من أجل حركة شعبية والجمهوريون.

## مناصب
- انتخب عضو المجلس العام  [لغات أخرى]‏ هوت دو سين عن دائرة canton of Garches  [لغات أخرى]‏ (3 أكتوبر 1988 – 25 يونيو 2007).
- انتخب عضو مجلس الشيوخ الفرنسي عن دائرة هوت دو سين وقد انضم خلال فترته النيابية (29 يوليو 2009 – 31 ديسمبر 2016)  للكتلة البرلمانية .
- انتخب عضو مجلس الشيوخ الفرنسي عن دائرة هوت دو سين وقد انضم خلال فترته النيابية (25 يونيو 2007 – 23 يوليو 2009)  للكتلة البرلمانية .
- انتخب رئيس بلدية [الإنجليزية]‏ كارشز (24 مارس 1989 – ).